# Quercus vallicola
Quercus vallicola — вид рослин з родини букових (Fagaceae), ендемік Мексики.

## Середовище проживання
Ендемік Мексики (Федеральний округ Мексики).
Про середовище існування відомо небагато.

## Загрози
Про загрози цьому виду невідомо.